# Sigfredo Hillers de Luque
Sigfredo Hillers de Luque (Madrid, 16 de desembre de 1934-Madrid, 24 de novembre de 2017) va ser un docent i polític espanyol d'extrema dreta.

## Biografia
Nascut a Madrid el 16 de desembre de 1934, va ingressar en el Frente de Juventudes en 1944. Posteriorment, en 1953, va ingressar en la XVI Centúria de la Guàrdia de Franco. Obrer des dels 16 anys, va aconseguir matricular-se a la Universitat i llicenciar-se en Sociologia i Dret. Posteriorment va ampliar estudis a Berlín i Bonn. En 1975 va publicar la seva tesi doctoral, amb el títol España: Una revolución pendiente. Va obtenir plaça com a professor titular en la Facultat de Dret de la Universitat Complutense de Madrid.
En 1963 va fundar el Frente de Estudiantes Sindicalistas (FES) juntament amb Narciso Perales, Ceferino Maestú i Juan Diego. Aquest grup va néixer a la calor dels cercles falangistes dissidents amb la línia oficial del «Movimiento Nacional». No obstant això, a mesura que avançava la dècada van sorgir fortes dissidències entre Hillers, Perales i Maestú.
Hillers fundaria l'associació juvenil «Octubre»,germen de la posterior Falange Espanyola Independent.
Després de la mort de Franco es va posicionar com a líder de la Falange Espanyola Independent. El seu col·lectiu va competir per les sigles oficials de «FE de las JONS» amb els Cercles Doctrinals «José Antonio», la Falange Espanyola «Autèntica» i el Front Nacional Español de Raimundo Fernández Cuesta, que  va aconseguir les sigles, mantenint Hillers conflictes amb aquesta formació. Va tenir un paper merament testimonial en la Transició i acabaria abandonant la política en 1984.Centrat en l'activitat docent, amb posterioritat va publicar diverses obres.
Va morir a Madrid el 24 de novembre de 2017.

## Obra
- —— (1974). Ética y estilo falangistas. Madrid: Gráficas Lázaro Carrasco.[6][8]
- —— (1975). España, una revolución pendiente. Madrid: FES.[9]